# 尾尖叶柃
尾尖叶柃（学名：Eurya acuminata），为山茶科柃木属下的一个植物变种。